# Willem Jacob 's Gravesande
Willem Jacob 's Gravesande (né en 1688 à Bois-le-Duc, Duché de Brabant, mort en 1742 à Leyde, Provinces-Unies) est un juriste et diplomate néerlandais, reconnu aujourd'hui pour son travail scientifique : il contribua à l'introduction des théories de Newton et de la méthode expérimentale, étudia les effets de la pesanteur et de la chute des corps et construisit une colonne pour mesurer l'effet des machines (poulies, treuils, plan incliné).

## Biographie

### Journalisme
Il a 19 ans lorsqu'il publie un premier ouvrage, Essai sur la perspective, qui reçoit l'approbation de Jean Bernoulli ; il entame peu après une collaboration au Journal de la République des Lettres ; il y est chargé de la chronique scientifique.
Au début des années 1700, une controverse oppose newtoniens et leibniziens sur les causes du mouvement des astres. Le Journal littéraire de La Haye est l'une des rares revues à s'en faire l'écho en Europe continentale. Dans une série d'articles, 's Gravesande rappelle en quels termes les Principes mathématiques de la philosophie naturelle de Newton critiquent la théorie des tourbillons d'éther de Descartes. Puis il expose la réfutation de Leibniz (Tentamen de motuum coelestium causis, 1689) de la gravitation newtonienne, qui repose sur une correction de cette théorie.

### Enseignement
En 1713, Newton publie la seconde version de ses Principes mathématiques de la philosophie naturelle ; il y répond à ceux qui critiquent sa théorie de la gravitation, qui, notamment, suppose possible une action à distance et, qui plus est, une action instantanée. La réception favorable de cette nouvelle édition à l'université de Leyde est due à Herman Boerhaave, grand recteur.
En 1715, 's Gravesande accompagne à Londres, en qualité de secrétaire d'ambassade, les députés des États généraux des Provinces-Unies chargés de féliciter le roi Georges 1er à l'occasion de son avènement au trône ; il rencontre à cette occasion plusieurs collaborateurs de Newton. Deux ans plus tard, Boerhaave le nomme professeur de mathématiques et d'astronomie à l'université de Leyde. À ce poste, il met l'accent sur le caractère expérimental que doit revêtir l'étude des sciences de la nature. Dans cet esprit, 's Gravesande rédige une adaptation des Principes de Newton, Éléments mathématiques de philosophie naturelle tirés de l'expérience. Newtonien et membre de la Royal Society de Londres, il expose à ses étudiants aussi bien les doctrines de Descartes, de Leibniz et de Locke (prévalant sur le continent et particulièrement en France), que les expériences de Galilée et la philosophie de Newton.
En 1724, en quittant le rectorat de l’Académie, il prononça une harangue De evidentia (réimprimée en tête de la 3e édition de ses éléments de physique) ; il y attribue la prééminence à l’évidence mathématique, qui seule lui paraît être le critère du vrai : il examine quelles sont les sciences qui en sont susceptibles, et cherche la sanction de l’évidence morale dans la volonté de Dieu, qui fait à l'Homme une loi de croire au témoignage des sens, à celui des autres hommes et à l’analogie. 
En 1750, il joignit momentanément à son enseignement ordinaire celui de l’architecture civile et militaire, en hollandais ; en 1754, il fut aussi chargé de l’enseignement de la philosophie, et embrassa dans son cours la logique, la métaphysique et la morale. Il s’était marié en 1720, et de ce mariage avait eu deux fils qu’il perdit à huit jours d’intervalle, l’un âgé de treize ans, l’autre de quatorze : la douleur qu’il en ressentit le conduisit bientôt lui-même au tombeau, et il mourut à l’âge de 55 ans, après une longue maladie pendant laquelle il conserva toute la vivacité de son esprit.

### Contributions scientifiques

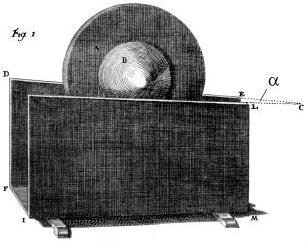
La roue paradoxale de 's Gravesande remonte à contre-pente du plan incliné, parce que l’écartement croissant des points d'appui est tel qu'en réalité le centre de gravité de la roue ne cesse de s’abaisser dans le mouvement…

Ses recherches sur le choc des solides lui suggèrent une expérience consistant à lâcher des billes de cuivre depuis différentes hauteurs (afin de faire varier la vitesse d'impact) sur de l'argile molle. Selon Newton, la profondeur de l'empreinte laissée dans l'argile est censée être proportionnelle à l'impulsion, c'est-à-dire au produit de la masse de la bille par sa vitesse ; tandis que selon Leibniz, cette empreinte est proportionnelle à la potentia motrix ou « force vive », c'est-à-dire au produit de la masse de la bille par le carré de la vitesse. L'expérience tranche en faveur de la seconde hypothèse.
Parmi les nombreux appareils mis au point par 's Gravesande :
- anneau de 's Gravesande, pour mesurer la dilatation volumétrique des solides ;
- le premier héliostat (1720) ;
- la « roue paradoxale », qui roule spontanément à contre-pente : ce mouvement s’explique par l’écartement graduel des points de roulement et la forme conique des surfaces de roulement, lesquels impliquent un abaissement du centre de gravité dans le sens de la montée ;
- diverses machines pneumatiques.

## Œuvres

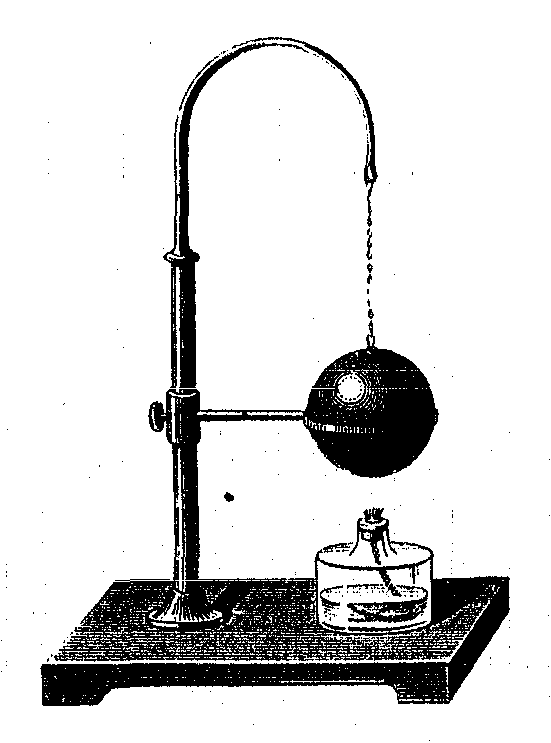
Anneau de 's Gravesande

### Livres
- Essai de perspective, La Haye, Vve Troyel, 1711[4]
  - An essay on perspective, Londres, 1724
- Physices elementa mathematica, experimentis confirmata, sive introductio ad philosophiam Newtonianam, 1720–1721
  - En ligne : vol. I, 4e  éd., 1748 ; vol. II, 3e  éd., 1742
  - Éléments de physique, ou introduction à la philosophie de Newton, trad. Roland Le Virloys, Paris, Jombert, 1747 : vol. I ; vol. II
  - Mathematical elements of natural philosophy, confirm'd by experiments : or, an introduction to Sir Isaac Newton's philosophy, trad. John Theophilus Desaguliers, 1747 : vol. I ; vol. II
- Philosophiae Newtonianae institutiones, in usus academicos, 1723
- Introductio ad philosophiam, metaphysicam et logicam, 1736
- Œuvres philosophiques et mathématiques, 1774 — Avec un mémoire de J. Allamand

### Revue
's Gravesande collabora, avec Justus van Effen et Prosper Marchand, au Journal littéraire (1713–1723) de La Haye.